# Raïon de Vassylkiv
Le raïon de Vassylkiv (en ukrainien : Васильківський район) est un raïon (district) dans l'oblast de Kiev en Ukraine. Son chef-lieu est la ville de Vassylkiv.
Le raïon de Vassylkiv est situé à une trentaine de kilomètres au sud-ouest de la ville de Kiev. Il est traversé par la rivière Stouhna. 